# Tramwajada
Tramwajada – polski film obyczajowy z 1988 roku, zrealizowany według scenariusza i w reżyserii Bolesława Pawicy, z muzyką Tomasza Lipińskiego, lidera zespołu rockowego Tilt. W filmie wykorzystano m.in. piosenkę "Tak jak ja kocham cię", która w roku 1988 znajdowała się w pierwszej dziesiątce Listy Przebojów Trójki.
Lokacje: Gliwice, Katowice. 

## Obsada
- Adam - Michał Kudelski
- Boguś - Sebastian Spandel
- Bubu - Łukasz Wojtusiak
- Ruda - Małgorzata Ochabowicz

## Opis fabuły
Dzieci z domu dziecka porywają tramwaj w sylwestrową noc. Jeżdżą nim pomiędzy śląskimi miastami po długich trasach, spotykając różnych ludzi. W trakcie tej nocy przeżywają chwile trudne, zabawne i przerażające, jednak niezapomniane. Nad ranem dzieci zabiera patrol milicji.